# Nordtangente (Karlsruhe)
Die Nordtangente ist eine geplante, sehr umstrittene und teilweise fertiggestellte Schnellstraße in Karlsruhe. Laut der ursprünglichen Planung sollte sie im Zuge der Bundesstraße 10 als Zubringerstraße und Umgehung der Stadt in Ost-West-Richtung dienen.
Die Trasse sollte südlich der Karlsruher Nord-Stadtteile Hagsfeld, Waldstadt und Neureut verlaufen und nach den ursprünglichen Planungen dazwischen das Landschaftsschutzgebiet Hardtwald nördlich des Stadtzentrums durchschneiden. Zusammen mit der A 8, Ausbauplänen für die B 10 im Pfälzerwald und Plänen für eine zweite Rheinbrücke wäre eine neue europäische Ost-West-Achse entstanden.

## Planungs- und Baufortschritt
Die Nordtangente war, ebenso wie die bereits 1988 fertiggestellte Südtangente, Bestandteil des 1961 nach fünfjähriger Planung vom Gemeinderat genehmigten Karlsruher Verkehrslinienplans. Schon 1926 sah der Generalbebauungsplan ungefähr auf heutiger Trasse eine Straße vor.
Per Bebauungsplan planerisch fertig und rechtlich letztinstanzlich abgesichert ist der Ostabschnitt mit vierspurigem und kreuzungsfreiem Ausbau zwischen B 10 Richtung Osten und Theodor-Heuss-Allee in Karlsruhe. Der Abschnitt Herdweg-A 5–Elfmorgenbruchstraße zur Anbindung des Gewerbegebietes Karlsruhe-Hagsfeld und Anschlussstelle Karlsruhe-Nord wurde am 5. März 2007 eröffnet.
Seit dem 21. Juni 2009 ist die Verbindung in Richtung Osten an den alten Verlauf der B 10 in Betrieb. Die B 10 führt seitdem bis zur A 5 über die Nordtangente.
Der Baubeginn und die Finanzierung des weiteren Verlaufs sind offen. Gegner der Nordtangente fordern eine lediglich zweispurige Umgehung des Karlsruher Stadtteils Hagsfeld nur bis zur Haid-und-Neu-Straße. Im Februar 2009 beschloss der Gemeinderat eine Prüfung, ob eine Entlastung Hagsfelds als Gemeindestraße möglich ist.
Bisher nur im Flächennutzungsplan enthalten ist der Westabschnitt zwischen Südtangente nahe der Rheinbrücke (mit Option einer zweiten Rheinbrücke für den Straßenverkehr, für die am 26. April 2011 die Pläne für die Planfeststellung ausgelegt wurden) und der Linkenheimer Landstraße in Karlsruhe.
Im Mittelabschnitt sollte es nach einem Beschluss des Gemeinderates aus den 1980er Jahren statt eines Durchstichs des Hardtwaldes nur eine sogenannte „Hängebauchlösung“ mit Abstecher über den bereits weiter südlich verlaufenden Adenauerring geben. Diese Planung wurde im Februar 2009 vom Gemeinderat aufgegeben.
Durch die Aufgabe der Hängebauchlösung wurde die Nordtangente von Bund und Land größtenteils aufgegeben. Zurzeit sind noch zwei Teilprojekte geplant, die auf den Trassenverläufen der geplanten Nordtangente verlaufen. 
 Die Südumfahrung Hagsfeld, die den gleichnamigen Stadtteil vom Durchgangsverkehr entlasten soll, soll am derzeitigen Ende der Nordtangente anknüpfen, über eine Unterführung unter der Bahnstrecke Mannheim–Rastatt verlaufen und an der Haid-und-Neu-Straße enden. Weiterhin ist im Bundesverkehrswegeplan 2030 eine Querspange geplant, die die geplante zweite Rheinbrücke und die Bundesstraße 36 verbinden soll.
Im Dezember 2017 hat die Stadt Karlsruhe beantragt, die Freihaltetrasse der Nordtangente-West aus dem Regionalplan zu entfernen.